# Port Clinton (Pennsilvània)
Port Clinton és una població dels Estats Units a l'estat de Pennsilvània. Segons el cens del 2000 tenia 288 habitants.

## Demografia
Segons el cens del 2000, Port Clinton tenia 288 habitants, 132 habitatges, i 81 famílies. La densitat de població era de 222,4 habitants per quilòmetre quadrat.
Dels 132 habitatges en un 19,7% hi vivien nens de menys de 18 anys, en un 47% hi vivien parelles casades, en un 6,8% dones solteres, i en un 38,6% no eren unitats familiars. En el 32,6% dels habitatges hi vivien persones soles l'11,4% de les quals corresponia a persones de 65 anys o més que vivien soles. El nombre mitjà de persones vivint en cada habitatge era de 2,18 i el nombre mitjà de persones que vivien en cada família era de 2,8.
Per edats la població es repartia de la següent manera: un 16,7% tenia menys de 18 anys, un 4,9% entre 18 i 24, un 30,6% entre 25 i 44, un 30,9% de 45 a 60 i un 17% 65 anys o més.
L'edat mediana era de 44 anys. Per cada 100 dones de 18 o més anys hi havia 96,7 homes.
La renda mediana per habitatge era de 28.333 $ i la renda mediana per família de 36.071 $. Els homes tenien una renda mediana de 30.795 $ mentre que les dones 20.000 $. La renda per capita de la població era de 15.395 $. Entorn del 3,7% de les famílies i el 7% de la població estaven per davall del llindar de pobresa.

## Poblacions més properes
El següent diagrama mostra les poblacions més properes.